# Хіджікі
Хіджікі, тот (яп. ヒジキ, 鹿尾菜 чи 羊栖菜, hijiki) (Sargassum fusiforme, Hizikia fusiformis) — їстівні водорості роду Саргасум, що ростуть на скелястих берегах Японії, Кореї, Китаю. 

## Назва
В Україні продають під назвою Хіджікі.
У Кореї водорості називають tot (톳) і їдять як намуль (приправлений овочевий гарнір) або готують з рисом.

## Практичне використання
Хіджікі протягом століть були частиною японської дієти. Водорості багаті харчовими волокнами та мінералами, такими як кальцій, залізо та магній. Згідно з японським фольклором, хіджікі допомагає здоров’ю та красі, а густе, чорне, блискуче волосся пов’язане з регулярним споживанням цієї водорості. 
Недавні дослідження показали, що хіджікі містить потенційно токсичні кількості неорганічного миш'яку, і агентства з безпеки харчових продуктів кількох країн (крім Японії), включаючи Канаду, Велику Британію та США, не рекомендують вживати його.  
У 1867 р. слово "хіджікі" вперше з'явилося в англомовній публікації: "Японський та англійський словник " Джеймса К. Хепберна.
Починаючи з 1960-х років, слово "хіджікі" почало широко використовуватися в США,  і продукт (імпортований у висушеному вигляді з Японії) став широко доступним у магазинах натуральних продуктів харчування та азіатсько-американських продуктових магазинах через вплив макробіотичного руху, а в 1970-х роках із зростанням кількості японських ресторанів. 

## Приготування
Хіджікі буває від зеленого до коричневого кольору. Заготовляють хіджікі серпом під час відливу навесні. Після збору морські водорості кип’ятять і сушать, щоб продати їх як сушені хіджікі. Висушений оброблений хідзікі стає чорним. Щоб приготувати сушені хіджікі для приготування, спочатку його замочують у воді, а потім готують з такими інгредієнтами, як соєвий соус та цукор.
В Японії хіджікі зазвичай їдять з іншими продуктами, такими як овочі та риба. Його можна додавати до страв, приготованих на пару, варених, маринованих у соєвому соусі або рибному соусі, приготованих на олії, або додають до супу, картоплі фрі або кішу. Водорості Хіджікі можна змішувати з рисом для суші, але не використовують як обгортання для приготування суші.

## Склад
Хіджікі містить харчові волокна та такі мінерали, як залізо, кальцій та магній. Харчові волокна корисні для кишечника, а залізо допомагає запобігти анемії. Співвідношення кальцію до магнію в хіджікі становить 2 до 1.

## Галерея

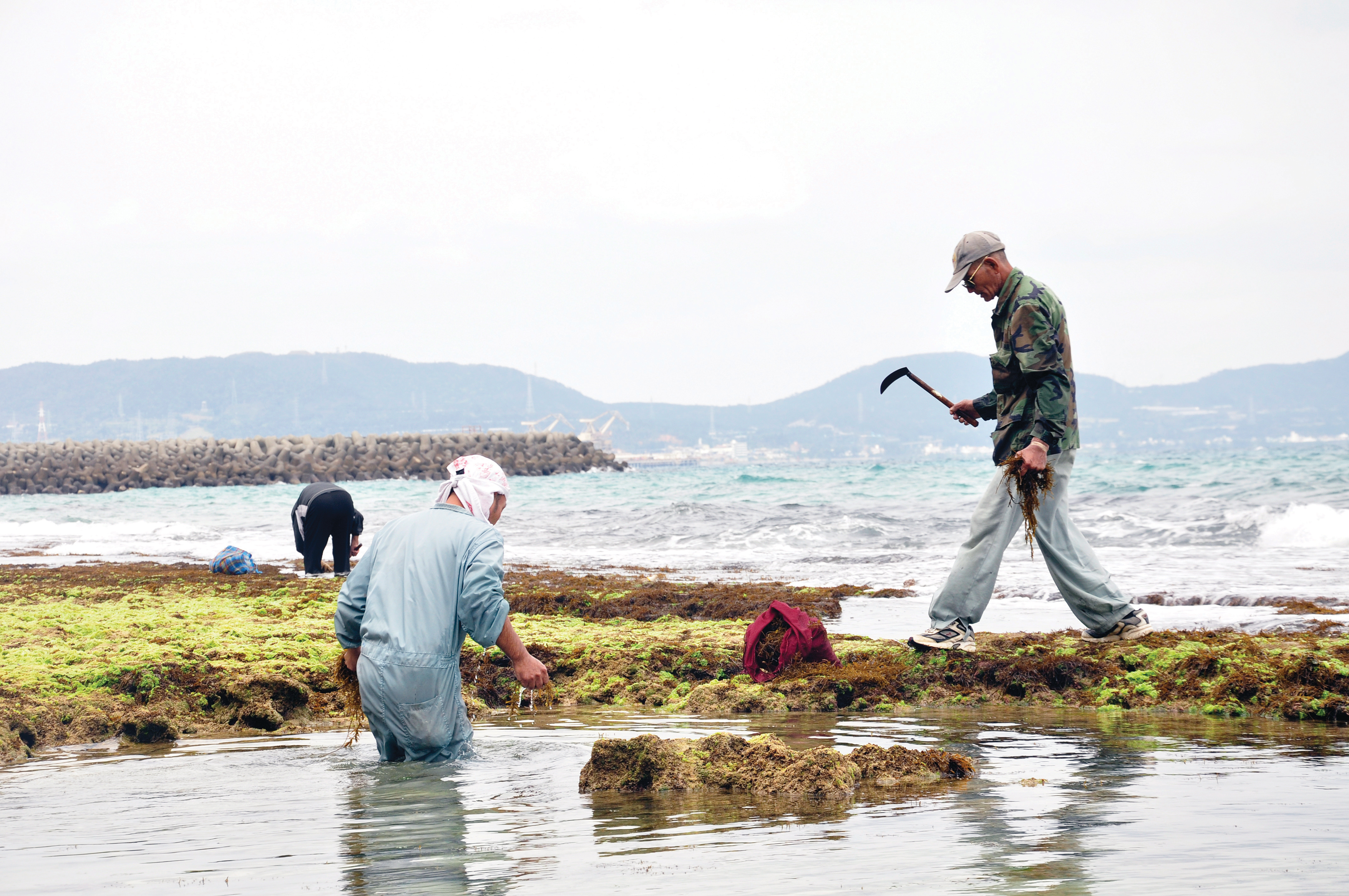
Збирання хіджікі
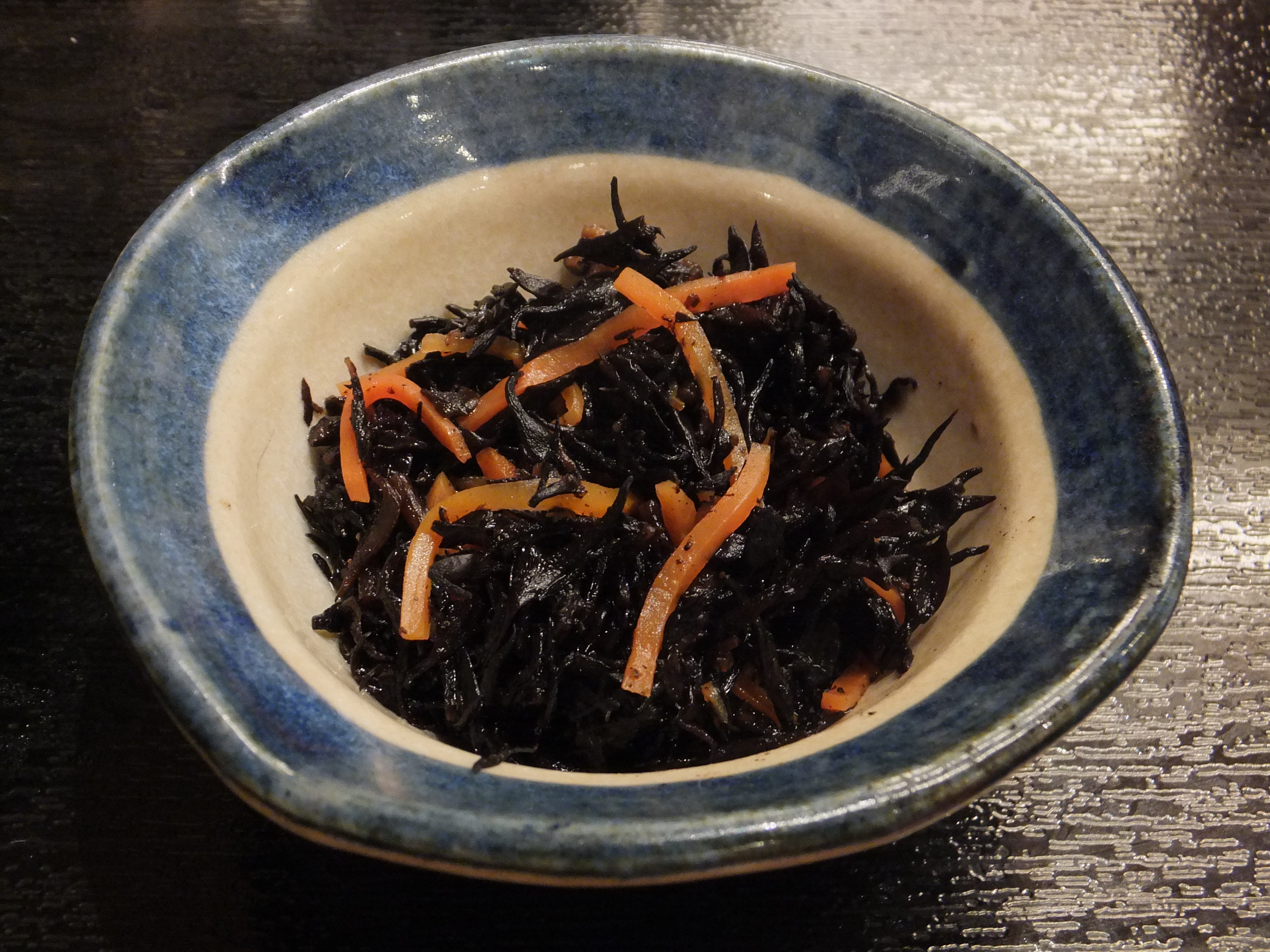
Японські тушковані хіджікі
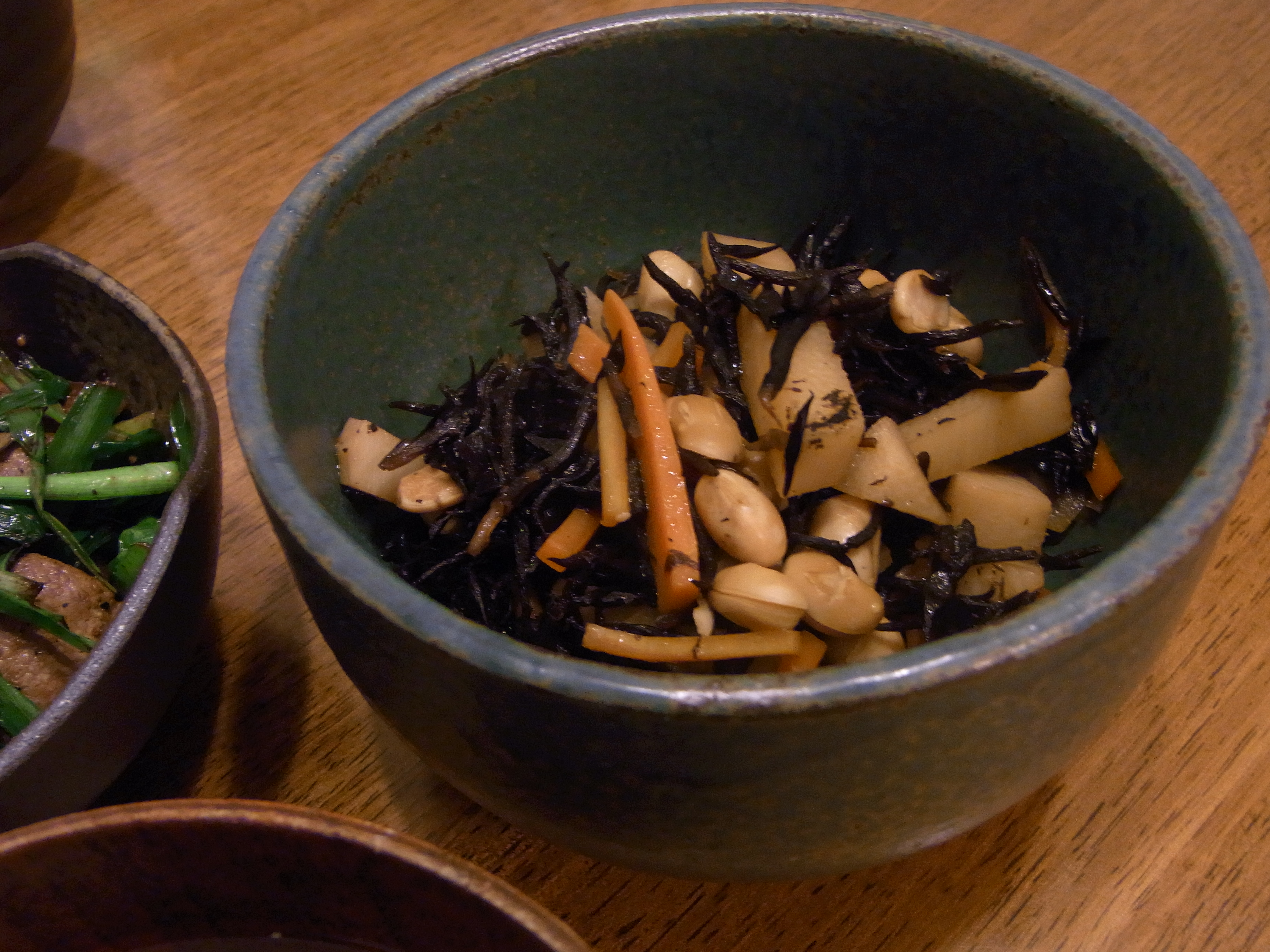
Японські тушковані хіджікі з квасолею
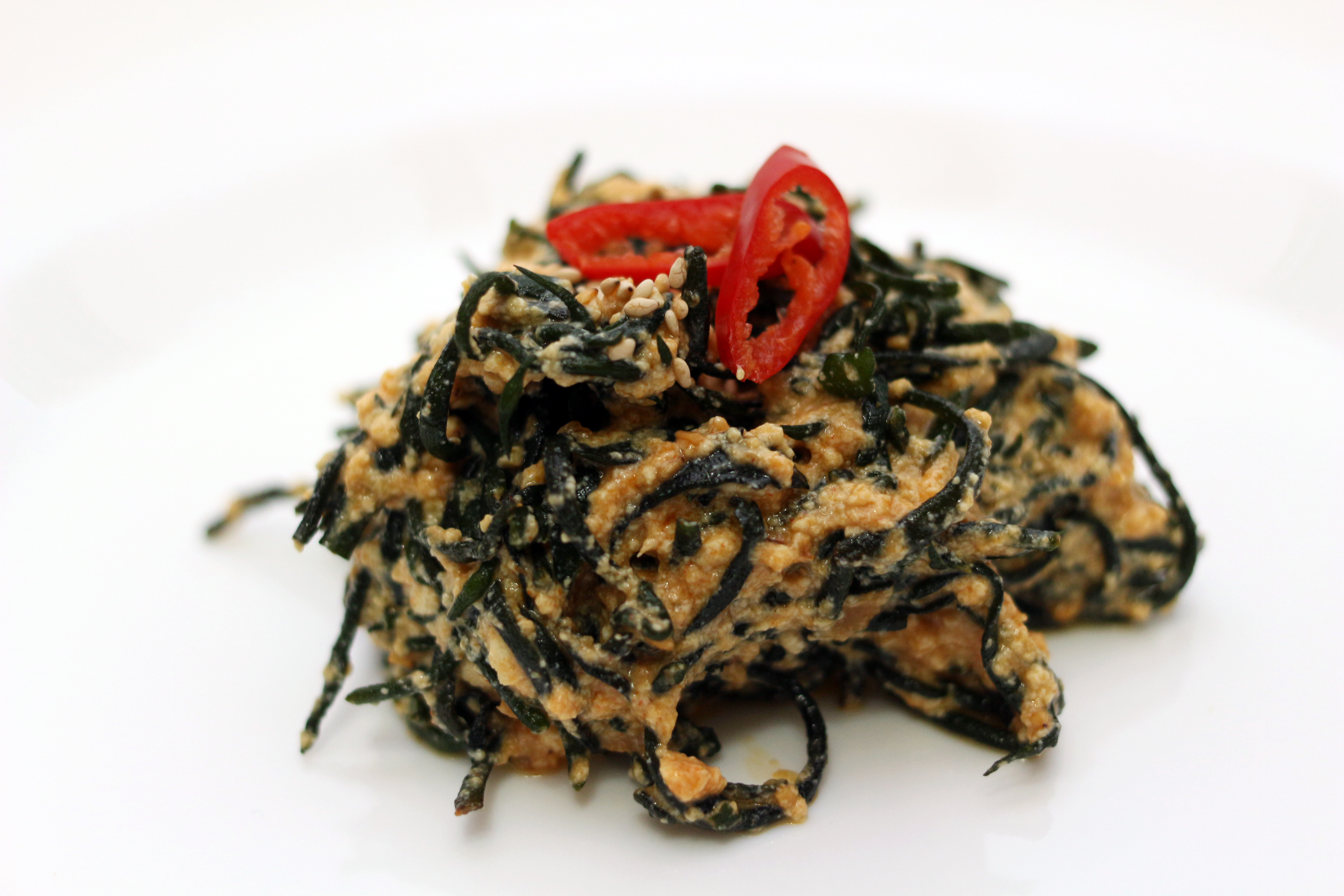
Корейський тот
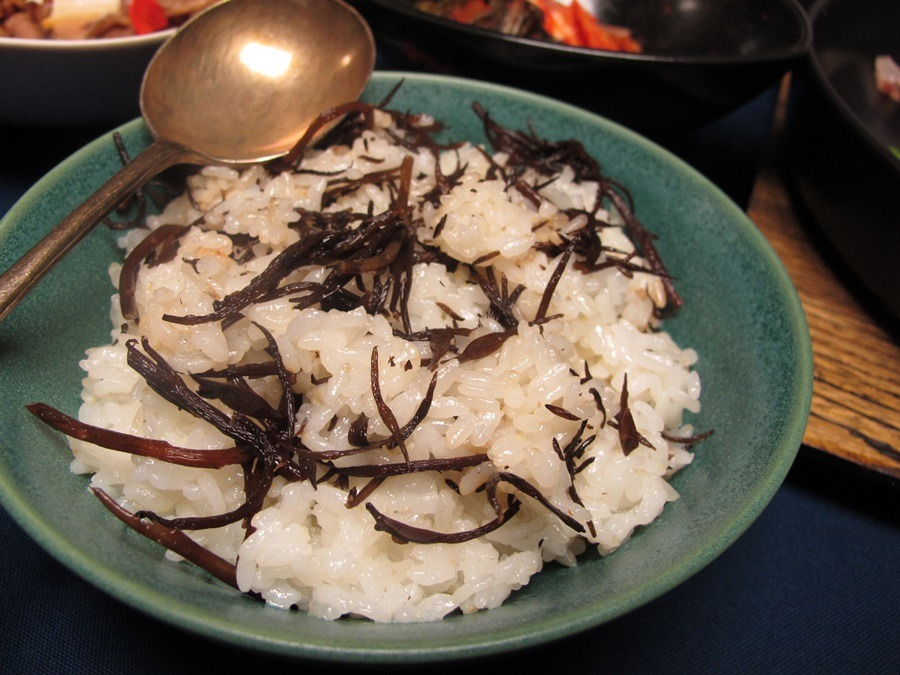
Корейський тот з рисом
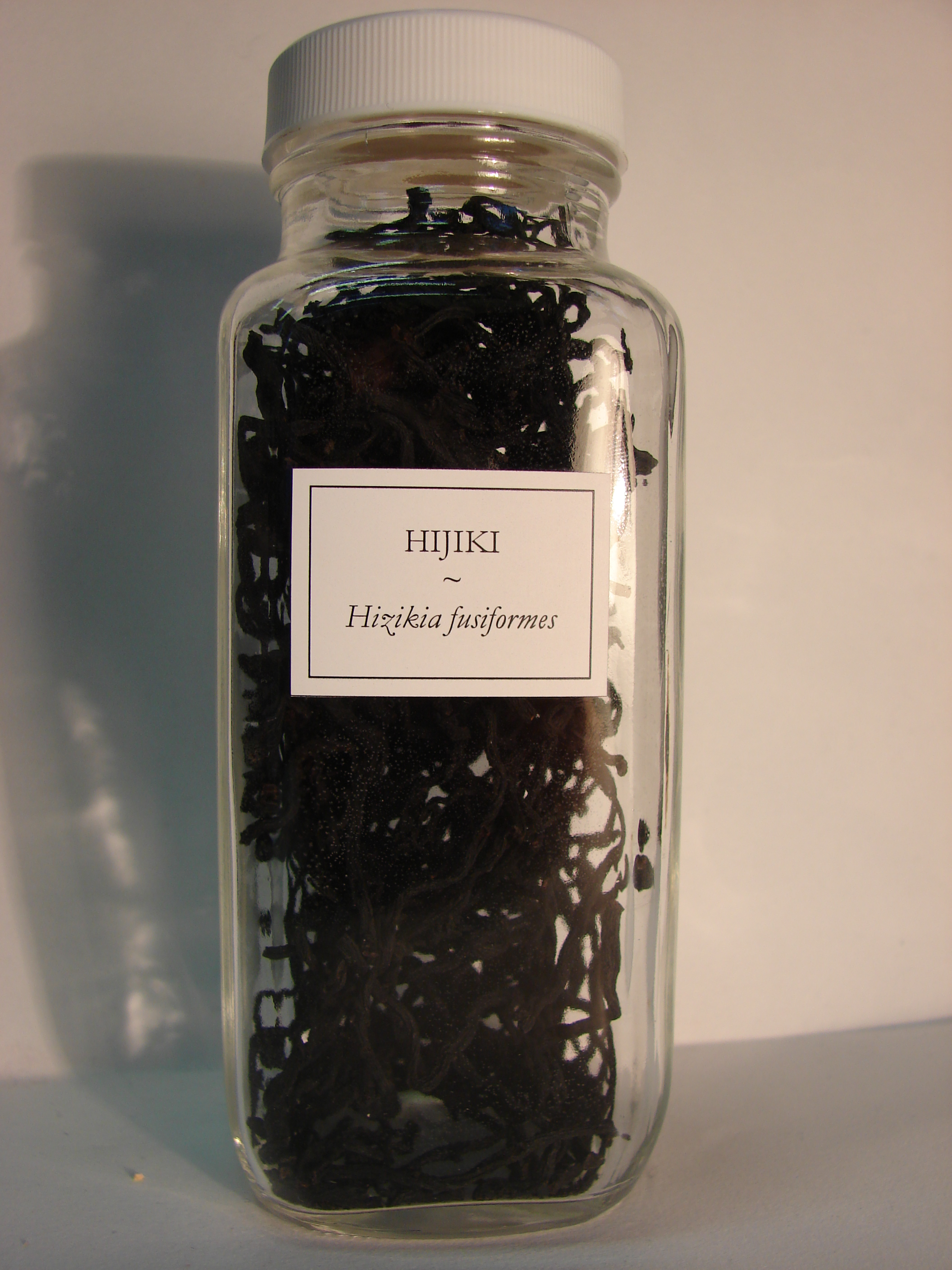
Сушені водорості